# 핑크 슬라임

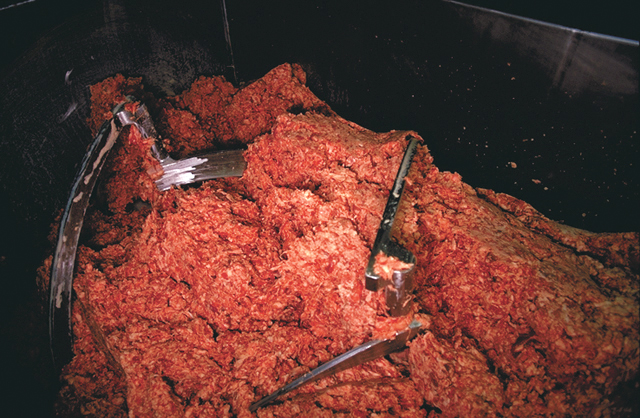
핑크 슬라임

핑크 슬라임(pink slime)은 다진 쇠고기 및 쇠고기 기반 가공육에 식품 첨가물로 사용되거나 충전재로 사용되거나 다진 쇠고기의 전체 지방 함량을 줄이기 위해 사용되는 고기 부산물이다. 생산 공정의 일부로 열과 원심분리기를 사용하여 쇠고기 손질 시 고기에서 지방을 제거한다. 지방이 없는 페이스트를 암모니아 가스나 시트르산에 노출시켜 박테리아를 죽인다. 2001년에 미국 농무부(USDA)는 이 제품을 인간 소비용으로 '제한적으로' 승인했다. 암모니아 가스를 사용하여 제조된 제품은 유럽 연합 및 캐나다에서 사람이 섭취하는 것이 금지되어 있다.
2012년 3월, "핑크 슬라임"에 관한 ABC 뉴스 시리즈에는 당시 미국 슈퍼마켓에서 판매된 다진 쇠고기의 약 70%에 첨가물이 포함되어 있다는 주장이 포함되었다. 일부 회사와 조직에서는 제품과 함께 다진 쇠고기 제공을 중단했다. "핑크 슬라임"은 원래 애완동물 사료와 식용유로 사용되었고 나중에 대중 소비용으로 승인되었다고 일부 사람들이 주장했지만, 이는 2012년 4월 제품 승인을 담당하는 미국 식품의약국(FDA) 관리자, 미국 최대의 첨가제 생산업체인 비프프로덕츠(Beef Products, Inc., BPI)에 의해 이의가 제기되었다. 2012년 9월 BPI는 제품에 대한 허위 주장으로 ABC를 상대로 명예훼손 소송을 제기했다. 2017년까지 BPI는 19억 달러의 손해배상을 요구했다. 2017년 6월 28일 ABC는 소송 문제를 해결했다고 발표했다. 합의 조건은 최소 1억 7,700만 달러(미국)였다. BPI 변호인은 이 금액이 당시 미국 언론 명예훼손 사건에서 지불된 금액 중 가장 큰 금액이라고 밝혔다.
제품은 다양한 지역에서 다양한 방식으로 규제된다. 미국에서는 갈은 쇠고기에 사용이 허용되며, 쇠고기 기반 가공육 등 다른 육류제품에도 사용이 가능하다. 암모니아를 항균제로 사용하는 것은 식품의약청(FDA)의 승인을 받았으며 FDA의 GRAS(일반적으로 안전하다고 인정되는) 절차 목록에 포함되어 있으며 푸딩을 포함한 수많은 다른 식품, 그리고 구운 식품에 유사한 응용 분야에 사용된다. 이 제품은 암모니아 함유로 인해 캐나다에서는 허용되지 않으며 유럽 연합에서는 사람이 섭취하는 것이 금지되어 있다. 일부 소비자 옹호 단체는 제품 제거 또는 쇠고기 첨가물 공개 의무화를 장려하는 반면, 다른 단체는 해당 제품이 언론에 크게 보도된 후 발생한 공장 폐쇄에 대해 우려를 표명했다.
2018년 12월, 살코기가 곱고 질감이 좋은 쇠고기는 미국 농무부 미국 식품 안전 및 검사 서비스에 의해 "다진 쇠고기"(ground beef)로 재분류되었다.

## 같이 보기
- 말고기 파동